# Jean-Baptiste Rietstap
Jean-Baptiste Rietstap est un généalogiste et héraldiste néerlandais, né à Rotterdam le 12 mai 1828 et mort à La Haye le 30 octobre 1891.

## Biographie
Jean-Baptiste Rietstap épouse à La Haye le 16 septembre 1857 Jeanne-Marie de Haas (La Haye 30 octobre 1809, ibidem 20 septembre 1900). Ils n'eurent pas d'enfants.
Employé de bureau et sténographe à la seconde Chambre des États généraux, il se livre dans son temps libre à un travail de recherche énorme. Polyglotte, il traduit en néerlandais de nombreux livres français, allemands, anglais, il publie même un conte en 1855,  mais sa grande passion est l'héraldique : il est l'auteur du monumental Armorial général, publié à Gouda en 1861, considéré depuis comme la Bible des amateurs de blasons. Cet armorial rassemble les blasons de plus de 130000 familles européennes.